# Modou Jagne
Ne doit pas être confondu avec Pa Modou Jagne.
Modou Jagne est un footballeur gambien né le 14 février 1983.

## Carrière
- 2003-2006 : Hawks FC ( Gambie)
- 2006-2008 : Rheindorf Altach ( Autriche)
- 2009-2010 : Austria Kärnten ( Autriche)

## Sélections
- International gambien entre 2006 et 2008[1].